# Bob modello Podar
Il modello Podar è un particolare modello di bob da gara sviluppato da Evaldo Dandrea a partire dagli anni 50'. Le versioni più recenti del modello Podar vengono ancora usate per le competizioni agonistiche di bob su pista artificiale e soprattutto in quelle di bob su pista naturale.

## Storia
Il modello Podar nasce dalla bottega del fabbro e bobbista Evaldo Dandrea, per poter gareggiare nei campionati di bob. Grazie a questi bob Dandrea vinse una medaglia d'oro e una di bronzo ai campionati italiani di bob. Lo stesso modello fu protagonista di gran parte della carriera di Eugenio Monti, e di tutta l'Italia del bob. La bottega Podar produce tutt'oggi bob per competizioni agonistiche.
A Dandrea va il merito di aver costruito il primo bob dotato di asse posteriore munito di cuscinetti e di un cappuccio, aveva poi arrotondato la punta del bob e l'aveva munita di carenatura. Era nato il modello Podar.
Dal 1954 al 1982 i due modelli di bob sviluppati a Cortina d'Ampezzo (Podar e Siorpaes) rimasero i più affidabili ed utilizzati, anche se nel corso degli anni furono lanciati diversi modelli.

## Descrizione

### I modelli precedenti
I modelli precedenti furono quasi tutti mezzi molto pericolosi e poco governabili: le competizioni agonistiche si effettuavano con il Cresta Run, in cui si curvava tramite una corda, e successivamente il bob modello Hartkopf. Questo fu il modello base di tutti i successivi. Negli anni 30 il designer svizzero Carl Feierabend sviluppò e brevettò i pattini a U, lanciandoli sul mercato.

### I modelli successivi
Dalla metà degli anni 60 un altro ampezzano, il bobbista Sergio Siorpaes costruì il primo bob formato da due distinte sezioni e tenuto insieme da giunture. La divisione del muso dalla parte posteriore permette infatti di avere aderenza al ghiaccio sempre con tutti e quattro i pattini, venne inoltre perfezionato il sistema di spinta e redistribuito il peso. Nel 1978 la nuova versione del bob modello Siorpaes era dotata di intelaiatura completa, cosa che fino a quell'anno non era mai accaduta per i bob. Sempre nel 1978 venne presentato il modello svizzero Giobellina, ed i sovietici nel 1982 presentarono il Sigaro. Questi due modelli si rivelarono sì affidabili, ma meno dei modelli ampezzani. Il vero terremoto furono un modello della Germania dell'Est, il Dresda Flugzeugwerft (1981), e la versione del 1982 del modello Giobellina che portarono la squadra della DDR e quella elvetica ad avere l'esclusiva del podio nei Campionati mondiali di bob dal 1981 al 1985. In seguito la federazione internazionale di bob regolamentò i parametri costruttivi dei bob.

### Il bob su pista naturale

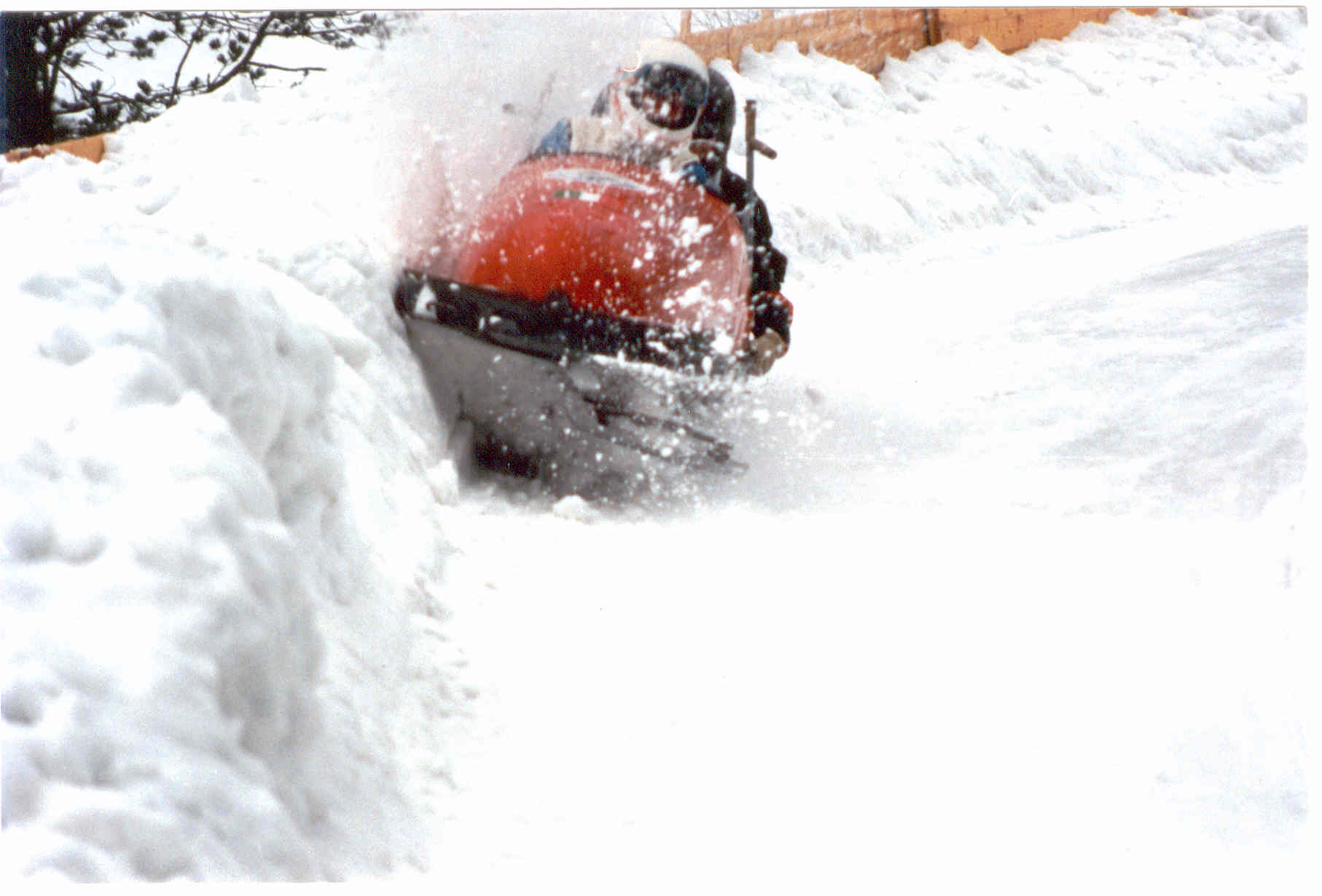
Bob a quattro, incidente su una curva impegnativa della pista

Attualmente il modello Podar rimane assieme al bob modello Siorpaes l'unico utilizzato nelle competizioni agonistiche del bob su pista naturale, rispetto alle versioni da pista artificiale quello da pista naturale ha mantenuto la struttura degli anni ottanta, ma ha sviluppato maggiormente i paracolpi e modificato lo sterzo. Il telaio è in tubi di ferro mentre la carenatura comprende solamente il cofano anteriore, i lati devono essere privi di carena per permettere al frenatore (o agli interni se si tratta del bob a 4) di sporgersi dal bob per bilanciarlo sulle curve ed evitare il ribaltamento.